# محمية سنقنيب البحرية

## محمية جزيرة سنقنيب
(بالإنجليزية: Sanganeb Marine National Park)‏ هي محمية بحرية بالسودان تقع على بعد 13 ميلا بحرياَ (حوالي 24.07 كيلومتر) من ميناء مدينة بورتسودان داخل المياه الإقليمية السودانية في البحر الأحمر وتزخر بتنوع حيوي بحري يتمثل في أسماك مستوطنة على مختلف أنواعها وأحجامها وأخرى زائرة من بينها الحيتان وتضم مستوطنات كبيرة من الشعاب المرجانية المختلفة وغيرها من الكائنات البحرية النادرة وتوجد حولها بقايا حطام سفن وإنشاءات بحرية ذات قيمة أثرية. وقد تمَّ إدراجها من قبل لجنة التراث العالمي التابعة لمنظمة أمم المتحدة للتربية، والعلم، والثقافة ضمن التراث العالمي.

## تاريخ تصنيف الجزيرة
جزيرة سنقنيب هي أول محمية بحرية قومية تصنف في الجريدة الرسمية “الغازيتة” في السودان وذلك في العام 1990. وهي الجزيرة المرجانية الوحيدة بالبحر الأحمر، وبها الشعب المرجانية الأكثر تميزاً في البحر الأحمر كله.

## سبب التسمية
يُقال أن اسم سنقيب مقتبس من لفظ سنقانيي وهو اسم يطلقه السكان المحليين بالمنطقة على نوع من الأشجار ينمو في بوادي منطقتي جبيت وسنكات بشرق السودان، ويشبه بشكل عام الشعب المرجانية المنتشرة في الجزيرة، وتحوّر الاسم بمرور الزمن إلى ما هو عليه الآن سنقنيب. تُلقّب جزيرة سنقنيب بعروس السياحة البحرية في البحر الأحمر.

## الموقع والمساحة
تقع محمية سنقنيب شمال شرق مدينة بورتسودان على مسافة قدرها حوالي 30 كيلومتر بين خطي عرض 19 درجة و42 دقيقة شمالاً وطول 37 درجة و 26 دقيقة شرقًا وتمتد من جهة الشمال وحتّى الجنوب لمسافة طولها ست كيلومترات (3.720 ميل تقريبا)، بينما يبلغ عرضها كيلو مترين اثنين (0.772 ميل مربع)، مما يجعلها شبيهة ببعض الجزر الأصغر في المحيط الهادئ وتبلغ مساحتها 37 كيلومتر مربع (22.990 ميل)، بينما تبلغ مساحة منطقة الخليج المغلقة حوالي 4.6 كيلومتر مربع (1.77 ميل مربع). وتغطي المحمية مساحة اجمالية تقدر بحوالي 260,700 هكتار (2.6070 متر مربع) مع مساحة عازلة تبلغ00 504,600 هكتار (05.0460 متر). والمساحة الكلية المحاطة بالحدود الحالية حوالي 22 كيلومتر مربع (8.494 ميل مربع).

## التركيبة الجيولوجية والطوبغرافية
تُصنّف جزيرة سنقنيب وفق المقاييس العالمية على أنَّها جزيرة مرجانية صغيرة وتعتبر الجزيرة المرجانية الوحيدة في البحر الأحمر. باستثناء الهياكل التي من صنع الإنسان والتي شيدت على الشعاب المرجانية المسطحة في جنوب الجزيرة، لا توجد أية أراض جافة فيها. وتتميز أرض الجزيرة المرجانية بالانحدار من جميع الجوانب مع أرصفة في أجزائها العليا ونتوءات عرضية ودعامات في بعض الأحيان.
وتضم في تكوينها ثلاث بُحيرات داخلية ذات بيئات نباتية وحيوانية متعددة.

## المناخ
الطابع المناخي السائد بالمحمية هو مناخ البحر الأبيض المتوسط المعروف بدرجة حرارته وجفافه صيفاَ وبالبرودة والأمطار شتاء وتتفاوت درجات الحرارة بين سطح الجزيرة وعمقها حيث تتراوح درجات حرارة مياه البحر السطحية ما بين 26.2 و 30.5 درجة مئوية (79.16 و 86.90 فهرنهايت)، بينما تبلغ في الأعماق (150 متر أي 164.04 قدم) حوالي 23.9 درجة مئوية (103.82 فهرنهايت) إلى 25.9 درجة مئوية (78.62 فهرنهايت). ويمكن تصنيف نظام درجة حرارة مياه البحر الأحمر السوداني على أنه نظام منخفض التغير السنوي ومدى درجات الحرارة الموسمية فيه أصغر مما يشكل ظروفا مثلى لنمو الشعاب المرجانية.
يبلغ متوسط هطول الأمطار السنوي على الساحل السوداني حوالي 111 مليمتر (4.37 بوصة)، إلا أن ذلك لا يحدث إلا في شهري نوفمبر (تشرين الثاني) وديسمبر (كانون الأول) حيث تتساقط الأمطار وتدفق بعض المياه العذبة إلى البحر الأحمر. وهذا يعني أن درجة تعكر المياه، وخاصة بالنسبة للشعاب المرجانية في البحار منخفضة للغاية. وتسمح الرواسب العالقة هنا باختراق أشعة الشمس للسطح أكثر مما في غيرها من البحار الاستوائية لتصل الرؤية القياسية تحت الماء أحيانًا إلى أكثر من 50 متر (حوالي 164.04 قدم) وهو ما يتيح للنباتات والشعاب المرجانية فرص النمو والبقاء حتى هذا الحد من الأعماق.
أما معدل الملوحة في وسط البحر الأحمر فهو مرتفع نسبياً مقارنة بمعظم البحار في العالم (39-41 جزء في المليون) وذلك سبب ارتفاع معدلات التبخر وعدم وجود مدخلات دائمة للمياه العذبة في أي مكان على طول مجري البحر الأحمر. ويؤدي تدفق مياه البحر المنخفضة الملوحة عبر مضيق باب المندب، الذي يربط البحر الأحمر بخليج عدن وبقية اجزاء بحر العرب درجة الملوحة في حالة توازن.

## التنوع البيئي الحيوي
تتمتع الجزيرة بتنوع بيئي بحري زاخر بمختلف أنواع وأحجام الأعشاب البحرية ومختلف أنواع الأسماك والحيوانات البحرية الفقارية منها والرخوية.

### الأسماك والحيونات البحرية
تعد الجزيرة موطناً لأكثر من 300 نوع من الأسماك المختلفة، ومنها الأسماك النادرة من بينها ثلاثة أنواع من أسماك القرش ويزورها من وقت لآخر الحوت أبوعلم والدولفين، كما تحتضن مجموعة من السلاحف البحرية، وأنواع أخرى من اللافقاريات وتحضن العديد من أنواع الكائنات البحرية بينما تنتشر حولها عائلات الحيوانات الرخوية الثابتة والمتحركة.
أسماك القرش والشفانين البحرية
يلعب سمك القرش، ملك مفترسي البحار، دوراً حيوياً في الحفاظ على توازن محيطاتنا. ومهما يكن الأمر فإن أكثر من 90 مليون من أسماك القرش والشفانين البحرية تزال من المحيطات كل سنة من خلال قتلها للحصول على زعانفها أو من خلال وقوعها كصيد ثانوي من قبل صائدين يستهدفون أنواعاً أخرى. من النادر جداً في يومنا هذا أن تسمع عن تقرير يشير إلى وجود مجموعات من أسماك القرش أو الشفانين البحرية في حالة صحية جيدة. غير أن السودان يظل أحد البقاع المتفردة في كل أنحاء العالم الذي توجد به مجموعات صحية من هذه الأنواع. يدعم البحر الأحمر السوداني مجموعات ضخمة من الشفانين البحرية في منطقة خليج دونقناب البكر العذراء بجانب مجموعات كبيرة من قرش رأس المطرقة في كل شطئان مناطق الشعب المرجانية الرئيسية. غير أن أسماك القرش والشفانين في السودان تظل مهددة من قبل آثار النشاط الإنساني وقد تلقى قريباً جداً مصير الأسراب الأخرى في المياه الإقليمية الأخرى – أي أنها قد تتحول من مجموعات تتمتع بصحة جيدة لمجموعات مهددة في ظرف سنوات قلائل. لذا فإن الحفاظ عليها ليس فقط مسؤولية اقليمية بل مسؤولية عالمية.
الحيتان والدلافين
تعتبر جزيرة سنقنيب موطناً لأعداد كبيرة من أحياء المحيطات، خاصة الدلافين المقيمة بالمنطقة. هنالك ثلاث أنواع على الأقل من الدلافين هي الدولفين صانف الأنف المدبب والدولفين العادي والدولفين الدوار. وتزور المنطقة خلال أشهر الشتاء أنواع مختلفة من الحيتان، منها الحوت ذو الظهر المقوس (Megaptera novaeangliae)  والحوت المستكشف (Globicephala macrorhynchus)  والقاتل المزيف (Pseudorca crassidens) مما يجعل محمية جزيرة سنقنيب موقعاً محتملاً لمشاهدة الحيتان والدلافين.
السلاحف البحرية
تعتبر السلحفاة الخضراء ((Chelonia mydas والسلحفاة الصقرية (Eretmochelys imbricata والسلحفاة ذات الرأس الضخم (Caretta caretta) من أكثر السلاحف الموجودة بالمحمية. كل السلاحف البحرية معرضة للانقراض وقد تم تضمينها في اتفاقية التجارة الدولية في الأنواع المهددة بالانقراض من النباتات والحيوانات البرية CITES. والنوع الأخير مصنف على أنه “مهدد بصورة حرجة” ومدرجة بالقائمة الحمراء للاتحاد الدولي للحفاظ على الطبيعة المهددة IUCN ولكنه يشاهد بين الفينة والأخرى في المحمية الوطنية.
أنواع الأسماك الأخرى
تعتبر جزيرة سنقنيب موطناً لأكثر من 300 نوع من أسماك الشعب المرجانية، كما أن تنوع الأحياء البحرية بالمنطقة يعتبر مصدراً طبيعياً هاماً للمحمية. أهم الأنواع بالمنطقة هي سمكة القرصان (Bolbometopon muricatum) وسمكة نابليون (Cheilinus undulatus)  وسمكة التجمعات (Serranidae). تتعرض كل هذه الأنواع للصيد الجائر في مختلف أنحاء العالم، وبالتالي أصبحت نادرة جداً على مستوى العالم. وقد صنف النوع الأول على أنه “قابل للتهديد” والثاني على أنه “مهدد” ضمن تصنيفات القائمة الحمراء للاتحاد الدولي للحفاظ على الطبيعة المهددة IUCN IUCN Red List

### الشعاب المرجانية

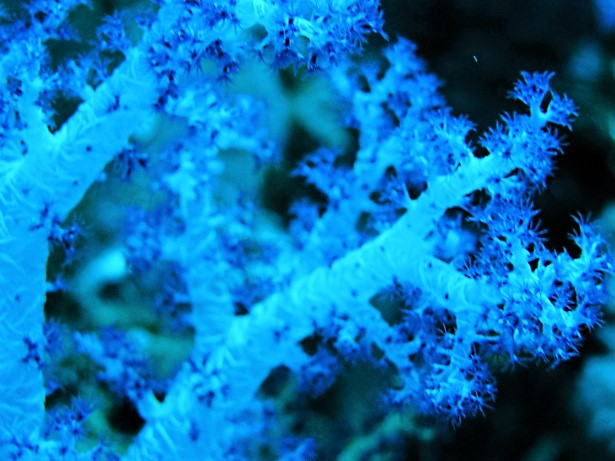
شعاب مرجاني من نوع دندرونفثيا المشعر في سنقنيب
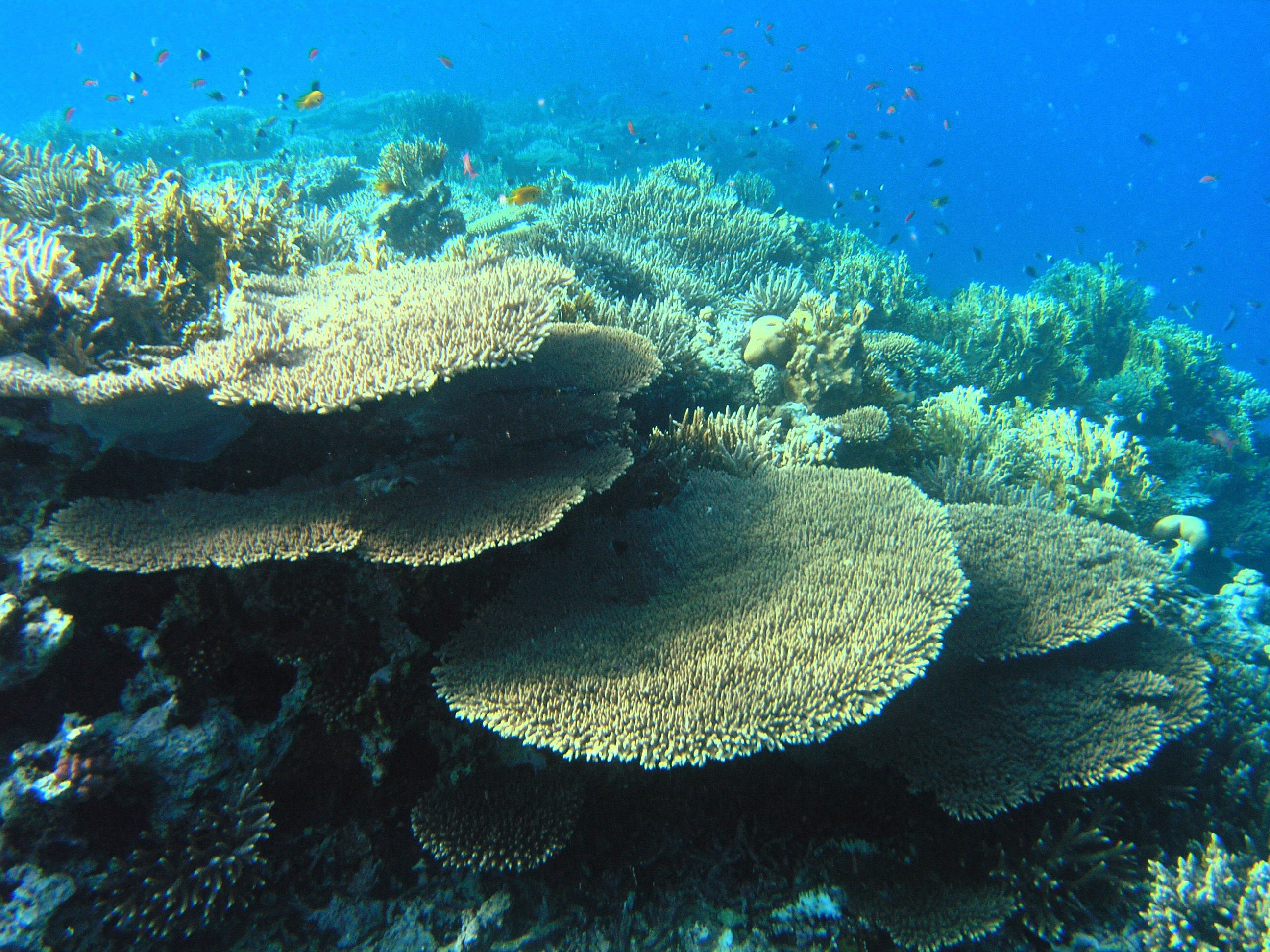
من شعاب البحر الأحمر

تتميز الجزيرة بكثرة الشعاب المرجانية وتنوعها وتتواجد في المياه العميقة حول الجزيرة وترتفع من قاع البحر إلى علو 800 متر تقريباً، وهي الجزيرة الوحيدة بالبحر الأحمر التي تكتمل فيها دائرة الشعب المرجانية وتحتوي على أكثر من 124 نوع من أنواع الشعاب المرجانية ذات الألوان المتنوعة.

## القيمة الإقتصادية والعلمية
سنقنيب من الجزر التي تحظى باهتمام الباحثين والمهتمين بالعلوم البحرية وعلوم الأسماك من مختلف أنحاء العالم. وبعد تسجيلها ضمن لائحة التراث العالمي زادت معدلات الاهتمام بالسياحة فيها كمورد اقتصادي أساسي. وتنبهت حكومة السودان أخيراً لأهمية السياحة بالمحمية في جذب العملات الصعبة، وحرصت علي اعداد برامج ومشاريع منها فعاليات مهرجان السياحة والتسوق السنوي الذي يقام في مدينة بورتسودان قبالة الجزيرة للتعريف بالإرث الثقافي والبحري بالمنطقة. وتنظيم رحلات بحرية إلى الجزيرة كل خمسة عشر يوماً. وتتميز جزيرة سنقنيب بالعديد من المميزات السياحية، وهي على النحو الآتي:
- المياه النقية الصافية غير الملوثة وغير المستخدمة كتيرا من قبل السياح وبيئة بكر لم تطالها أيدى الإنسان بعد.
- الأسماك والاعشاب والطحالب النادرة الأنواع والملونة
- مبني فنار تاريخي يقع على بُعد 25 كيلومتر (15.534 ميل) شرقي ميناء بورتسودان تم تشييده في عام 1898 لتحديد أماكن الشعب المرجانية المنتشرة حول الجزيرة ومنطقة المياه الضحلة حتي تتجنبها السفن الكبيرة وتتفادي المرور عبرها.
- سهولة الوصول إلى المحمية وقربها من المنطقة الحضرية في بورتسودان من خلال الممر المائي الضيق لميناء ولاية البحر الأحمر ومدخليه الجنوبي والشمالي. أما من العاصمة الخرطوم التي تبعد عن بورتسودان بحوالي 675 كيلومتر (419 ميل) يمكن الوصول منها إلى المحمية عن طريق البر والطيران حيث تستغرق الرحلة 10 ساعات عن طريق البر وساعتين عبر الطيران.
- وجود أماكن ومواقع طبيعية لممارسة رياضة الغوص، وركوب الأمواج وهواية التصوير المائي
- يتواجد في محيط الجزيرة باخرة حطام السفينة الإيطالية امبيريا التي غرقت عام 1937 م، داخل البحر الأحمر، وعليها أعداد كبيرة من السيارات وقارورات النبيذ وجلل البارود. وقد بدأت الشعب المرجانية بالتكاثر حول الباخرة منذ وقت طويل [7]

السياحة البيئية
أنشطة السياحة البيئية
تعتبر السياحة البيئية شكلاً من أشكال السياحة التي يتوقع لها أن تدفع أعمال الحفاظ على البيئة وعمليات التنمية الاقتصادية والاجتماعية للمجتمعات الصغيرة. وقد أعلن المجلس العالمي للسفر والسياحة أن السياحة يمكن أن تدر حوالي 12% من إجمالي الناتج المحلي. وبالنسبة لمنظمة التجارة العالمية فإن ترقية السياحة تعتبر مفتاحاً أساسياً من مفاتيح خفض حدة الفقر وحماية البيئة. وقد تم إعداد أنشطة السياحة البيئة حالياً بالتشاور مع المجتمعات المحلية التي تعيش في محمية دونقناب وجزيرة مكوار وحواليها.
الغطس والمجتمعات المحلية
اشتهر السودان بين محبي الغطس باستخدام جهاز التنفس تحت الماء (سكوبا) على مستوى العالم كأعظم المواقع للغطس داخل مياه تعج بالشعب المرجانية الصحية مع وجود أعداد كبيرة من أسماك القرش والشفانين البحرية والأسماك الأخرى. يشكل هواة الغطس باستخدام جهاز التنفس تحت الماء (سكوبا) غالبية السواح الدوليين الذين يزورون ولاية البحر الأحمر في الوقت الحاضر الذين يسافرون لبورتسودان للانضمام لرحلات الغطس. هنالك تفاعل محدود أثناء هذه الأنشطة مع المجتمعات المحلية، وبالتالي فإن إسهامها محدود للغاية في الاقتصاد المحلي لأنها تعتمد على القوارب وتنظم بصفة دولية. تدر سياحة أسماك القرش والشفانين لوحدها حوالي 314 مليون دولار سنوياً على مستوى العالم، وهو قطاع آخذ في النمو باستمرار. للسودان إمكانية عالية للتوسع في كل أنواع السياحة البيئية. ولهذا يعتبر الإقرار بأهمية مخاطبة احتياجات المجتمعات المحلية والعمل معها لخلق اعتماد متبادل مع متطلبات السياحة أمراً بالغ الأهمية لاستدامة الحفاظ على البيئة البحرية والطبيعية وللحفاظ على التنوع الأحيائي للمحميات القومية السودانية.
وتحرص إدارة المحميات والشركاء الدوليون والمحليون على تشجيع المشاريع التي تضمن إسهام عوائد الحفاظ على التنوع الأحيائي في تخفيف حدة الفقر ومخاطبة التفاوت الجندري في أوساط المجتمعات التي تعيش داخل المحميات البحرية القومية السودانية. يمكن للسياحة البيئية أن تخلق فرصاً كبيرة للحفاظ على التنوع الأحيائي ويمكنها كذلك أن توفر بدائل مجدية للتنمية الاقتصادية للمجتمعات المحلية مع توافر خيارات أخرى لمصادر إدرار الدخل لهذه المجتمعات. يتم إعداد أنشطة السياحة البيئة حالياً بالتشاور مع المجتمعات المحلية التي تعيش في محمية دونقناب وجزيرة مكوار وحواليها.
الغطس المسؤول
يعتبر الساحل السوداني على البحر الأحمر أفضل مواقع الغطس باستخدام جهاز التنفس تحت الماء (سكوبا) في العالم بأسره حيث توجد تشكيلات متنوعة من الشعب المرجانية، والحياة البحرية تحت الماء، وحطام السفن الشهيرة، ومجموعات كبيرة من الأسماك بما فيها أسراب من اسماك القرش التي تتمتع بأفضل حالات الصحة على مستوى العالم. وقد اشتهر في هذا المكان رواد الغطس العالميين أمثال جاك كوستو (كاليبسو) وهانز هاس قبل أكثر من 60 سنة، مع وجود العديد من المواقع التي تحتاج لاستكشافها. فغطس سكوفا (بجهاز التنفس تحت الماء) من الأنشطة التي لابد أن تمارسها أثناء زيارتك للسودان ومحمياته الطبيعية البحرية.
مواقع الغطس
يتمتع السودان بالعديد من مواقع الغطس الممتازة في بعض أكثر المواقع التي لم تستكشف بعد في البحر الأحمر. فهنالك حطام السفينة أمبيريا والسفينة تويوتا والجرف القاري 2 للقبطان كوستو وكلها، ببساطة شديدة، مواقع غاية في التميز وتجارب لا يمكن نسيانها للأبد.
شعب سنقنيب
تعتبر شعب سنقنيب المرجانية من أجمل مواقع الغطس والسياحة. وهي تمتد من عمق 800 متر من كهوف وممرات قاع البحر وبها أجمل مناظر الشعب المرجانية اللدنة في كل البحر الأحمر. وتشتهر الشعب بدرجة عالية من التنوع الأحيائي، إذ توجد في أعماق مياهها العديد من أنواع الأسماك واللافقاريات وأسماك قرش المطرقة والقرش الرمادي. وهنالك أيضاً الفنار المشهور الذي بناه البريطانيون والذي يرتاده الزوار ويصعدون إلى قمته للتمتع بالمنظر الكلي للشعب المرجانية.
موسم الغطس
يمتد موسم الغطس في السودان من سبتمبر إلى يونيو لأن يوليو وأغسطس تتميزان بدرجة حرارة عالية للغاية. ويمكن أن تكون هنالك رياح شديدة خلال شهري نوفمبر وديسمبر إلا أن هذا هو موسم مشاهدة قرش رأس المطرقة برغم قسوة الطقس.
رحلات الغطس
هنالك حوالي 10-13 من قوارب الغطس التي تقدم رحلات غطس في السودان، يسير بعضها ملاكها الذين استقروا بالسودان لأكثر من 20 سنة. وهنالك أيضاً جهات منظمة لرحلات الغطس يمكنها تنظيم رحلتك بأكملها، بما في ذلك السفر والتأشيرات. تقدم مختلف القوارب رحلات متنوعة تشمل الغطس بمنطقة شمال بورتسودان. تشمل الرحلات الشمالية عادة الغطس في كل محميتي جزيرة سنقنيب وخليج دونقناب وجزيرة مكوار.

## الوصف الإيكولوجي للجزيرة المحمية
سنقنيب عبارة عن هيكل مرجاني معزول، على شكل جزيرة مرجانية تقع في الجزء الشمالي وسط البحر الأحمر، على بعد 25 كم قبالة ساحل السودان وتشكل موقعاَ تسلسلياً يتكون من أجزاء بحرية وبرية (خليج وجزيرة)
وتعود الأنظمة البحرية والحيوانات والنباتات الموجودة في الجزيرة الأساس إلى أصول في المحيط الهندي، ولكن نظرًا لطبيعتها شبه المغلقة، فقد تطورت منها أنظمة إيكولوجية فريدة ومختلفة
تقع الجزيرة في البحر الأحمر وهو منطقة مميزة بيئيا وعالميا، ويعتبر أقصى بحر استوائي في العالم في نصف الكرة الأرضية الشمالي، وأكثر البحار حرارة وملوحة في العالم. وتضم الجزيرة ومحيطها 13 منطقة مختلفة للشعاب المرجانية الحيوية الفسيولوجية والموائل التي تشكل موطناً للطيور البحرية (20 نوعا)، والثدييات البحرية (11 نوعا)، والأسماك (300 نوعا)، والشعاب المرجانية (260 نوعا)، وأسماك القرش، وأشعة المانتا والسلاحف البحرية، ويوفر الموقع أرضية هامة للتغذية لأسماك الأطوم الشمال المهددة بالانقراض. وهي أيضا منطقة مهمة لمصادر اليرقات ومواقع التفريخ لأنواع الأسماك التجارية. كما تعجّ بالطحالب الملونة بألوانها الجميلة كالحمراء والخضراء، والزرقاء.
تحتوي الجزيرة على ظواهر طبيعية مثيرة للإعجاب، وتشكيلات للشعاب المرجانية تتسم بالتعقيد الهيكلي الاستثنائي ومناطق ذات جمال طبيعي رائع. وتشمل منطقة سنقنيب خليجًا كبيرًا هو خليج دنقاب يحتوي على جزر والعديد من الجيزرات الصغيرة وبعض الشعاب المرجانية الشمالية في العالم (بما في ذلك الأعشاب البحرية وأشجار المانغروف) المرتبطة بأنواع بلغت مداها العالمي وتوسعها التطوري، وهي بالتالي مهمة من الناحية العلمية ومن منظور الحفاظ على البيئة البحرية. كما تضم المنطقة جزيرة مكوار وتتصل المكونان مع بعضها بامتداد ساحلي يمتد على بعد 125 كيلومتر (77.671 ميل)، بما في ذلك المراسي والمداخل والشعاب المرجانية وتشكيلات الشعاب المرجانية في الخارج، وتترابط اجزاء الموقع التسلسلي بأكملها ترابطاً جيولوجيًا وإيكولوجيًا من خلال تيارات المياه المفتوحة التي تسهل عملية تبادل الكائنات والعناصر الأحيائية وغير الأحيائية داخل المنظومة الإيكولوجية البحرية للبحر الأحمر.
يحتوي خليج دنقناب والجزر الأخرى الصغيرة، بما في ذلك جزيرة مقرسم، على مجموعة من أنواع الموائل، مثل مجمعات الشعاب المرجانية الواسع، وأشجار المانغروف، والأعشاب البحرية، ومناطق المد والطين التي تتيح جميعها البقاء على قيد الحياة (التكاثر، والتغذية، والراحة) لطيور الدونغونغ المهددة بالانقراض، وأسماك القرش، أشعة مانتا والدلافين ومن بينها الدلافين ذات الزعنفة التي كثيرا ما تظهر في رصيف الجزيرة في شكل مجموعات تتكون من 8 إلى 10 دلفين والطيور البحرية التي تتخذ من جزيرة مقرسم أهم الجزر والبيئات الملائمة لاعشاش الطيور البحرية موطنا إلى جانب السلاحف البحرية وأهمها السلحفاة ذات منقار الصقر  التي تتم مشاهدتها بشكل متكرر في المياه المحيطة بسنقنيب. وعلى الرغم من عدم وجود بيانات كافية متاحة حول هوية وتوزيع الحيتان في البحر الأحمر السوداني، ألا أن الملاحظات تشير إلى أن جمل البحر الحيتان الأوركا تظهر في المحمية خلال أشهر الشتاء.

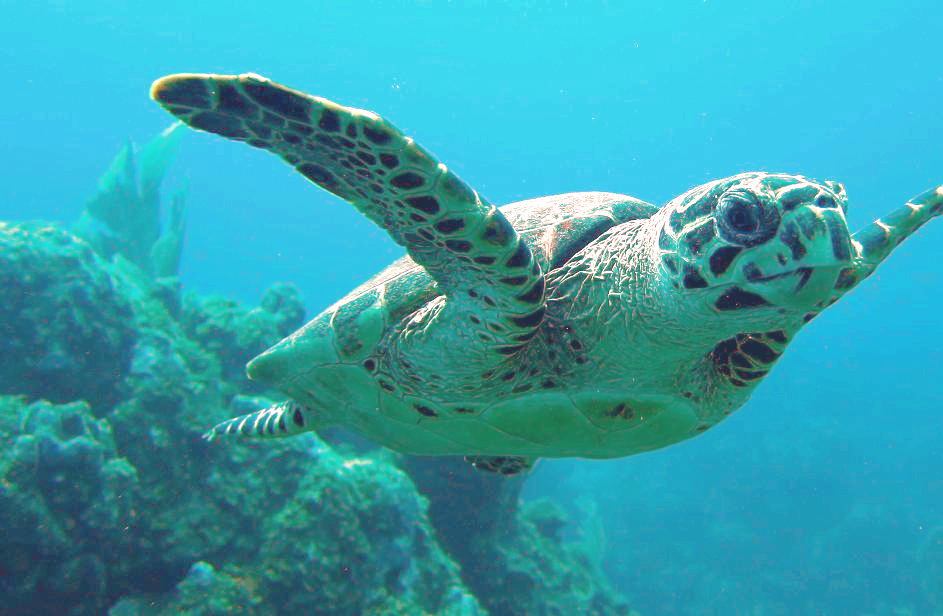
السلحفاة الصقرية المنقر

## الحماية وتاريخ الأنشاء
لدى حكومة السودان التزام قانوني على الصعيدين الوطني والمحلي بحماية الموارد والحفاظ عليها داخل مياهها الساحلية من خلال استراتيجيتها الوطنية الشاملة. وتوجد العديد من القوانين واللوائح المعمول بها في هذا الصدد، وقد وقّع السودان بروتوكولات واتفاقيات إقليمية ودولية. تم إعلان جزيرة سنقنيب المرجانية في عام 1990 وخليج دونقناب في عام 2004 كمناطق بحرية محمية بموجب المراسيم الرئاسية. وكلاهما يقع تحت مسؤولية حكومة السودان والعديد من التشريعات الوطنية المتعلقة بالممتلكات بما في ذلك القانون البيئي الاتحادي (2001)؛ وقانون البيئة الولائي (2006)؛ وقانون الحفاظ على الحياة البرية والمحميات القومية (1987)؛ ولائحة الملاجئ والمحميات الوطنية (1939)؛ وقانون حماية الصيد والحظائر الإتحادية (1986). وقد تمَّ إدراجها من قبل لجنة التراث العالمي التابعة لمنظمة الأمم المتحدة للتربية، والعلم، والثقافة ضمن التراث العالمي. وتعمل القوات السودانية الخاصة المدربة من أجهزة الشرطة السودانية على حماية سنقنيب ويمنع صيد الأسماك حولها منعاً باتاً وتعريض من يُخالف ذلك للمسائلة القانونيّة.
 هناك حاجة لتطوير وصيانة إطار إداري متكامل على المدى الطويل لتنسيق الإدارة للموقع التسلسلي ككل وبالتالي استكمال خطتي الإدارة الفرديتين. وتعد مشاركة المجتمعات المحلية وأصحاب المصلحة الآخرين أمرًا بالغ الأهمية للإدارة الفعالة لهذه الملكية الكبيرة. وهو أمر أقرته سلطة الإدارة التي تري أيضاَ أهمية رصد آثار السياحة على النظم الإيكولوجية وعلى المجتمعات المحلية من خلال تنفيذ إستراتيجية السياحة.
ولا تزال النظم الإيكولوجية للممتلكات البحرية في السودان تتأثر بشكل ضعيف نسبيا بالأنشطة البشرية. ومع ذلك، فقد تلاحظ ازدياد حجم التنمية الساحلية الإقليمية في الآونة الأخيرة بشكل مضطرد وتعززت الحاجة إلى حماية هذه المناطق البرية والبحرية. ويمكن أن تؤدي زيادة الأنشطة التي يقوم بها السكان المحليين والسياح إلى تكثيف التلوث والأضرار المباشرة التي تلحق بالنظم الإيكولوجية، كذلك يمكن أن تتأثر المجتمعات المرجانية بالحيوانات المفترسة وشحوب المرجان تفاعلا مع تغير المناخ. لذلك يتعين العمل على زيادة الكادر البشري والموارد المالية وتكثيف الإدارة الميدانية من أجل ضمان إدارة صليمة وفاعلة لهذه المنطقة الكبيرة جدًا والمنطقة البحرية العازلة. وهو أمر ضروري، لا سيما في ضوء الاستخدام المحتمل للسياحة وما يمكن حدوثه من تأثير.
بعض أنواع الأسماك الموجودة حول المحمية

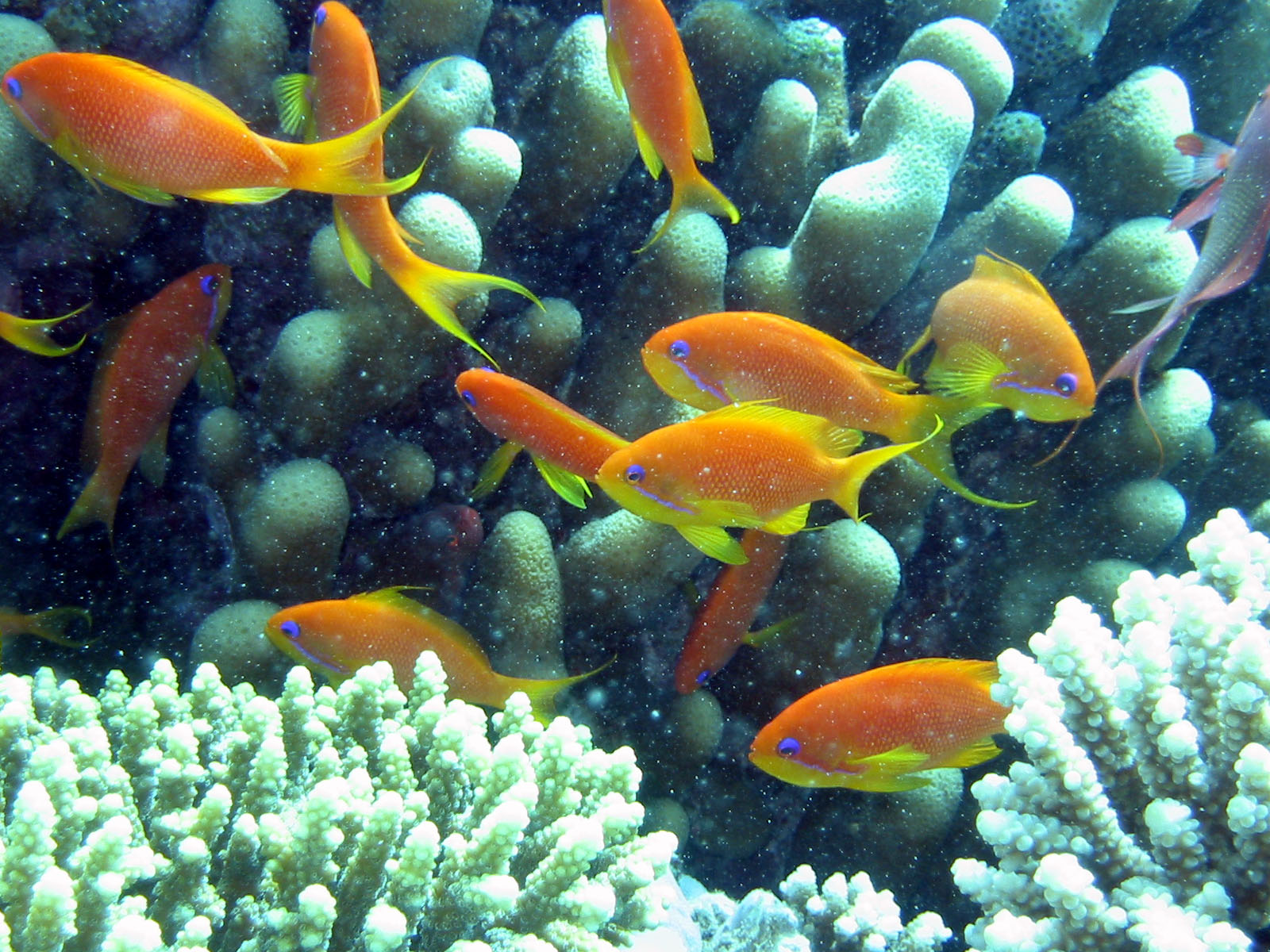
شعاب وأسماك البحر الأحمر الملونة
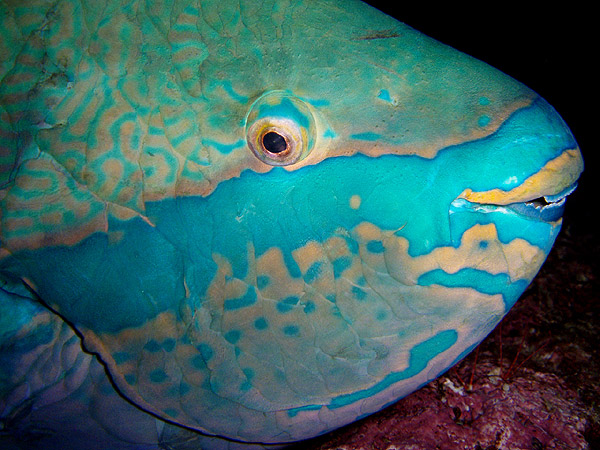
سمكة ببغائية
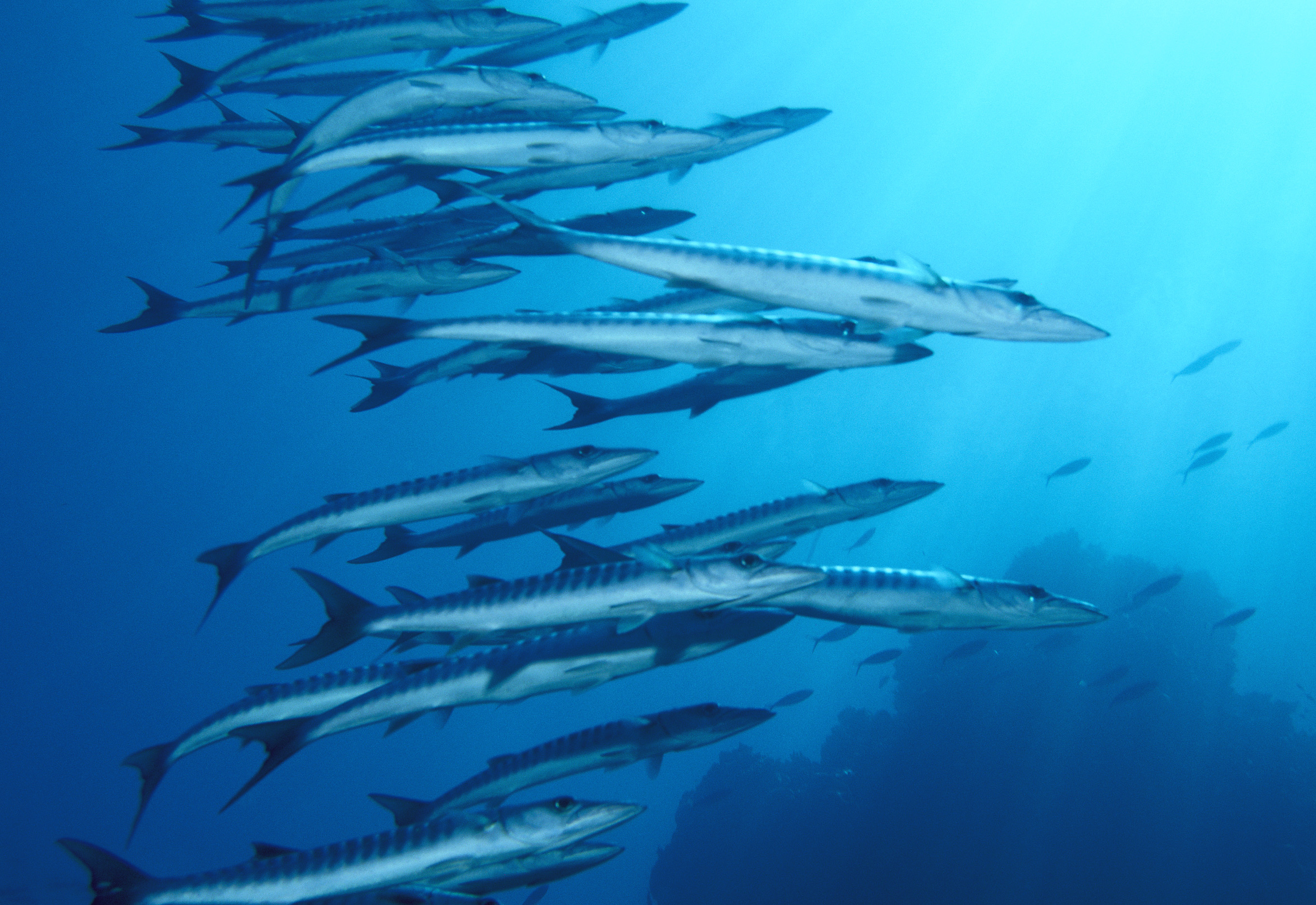
براكودا
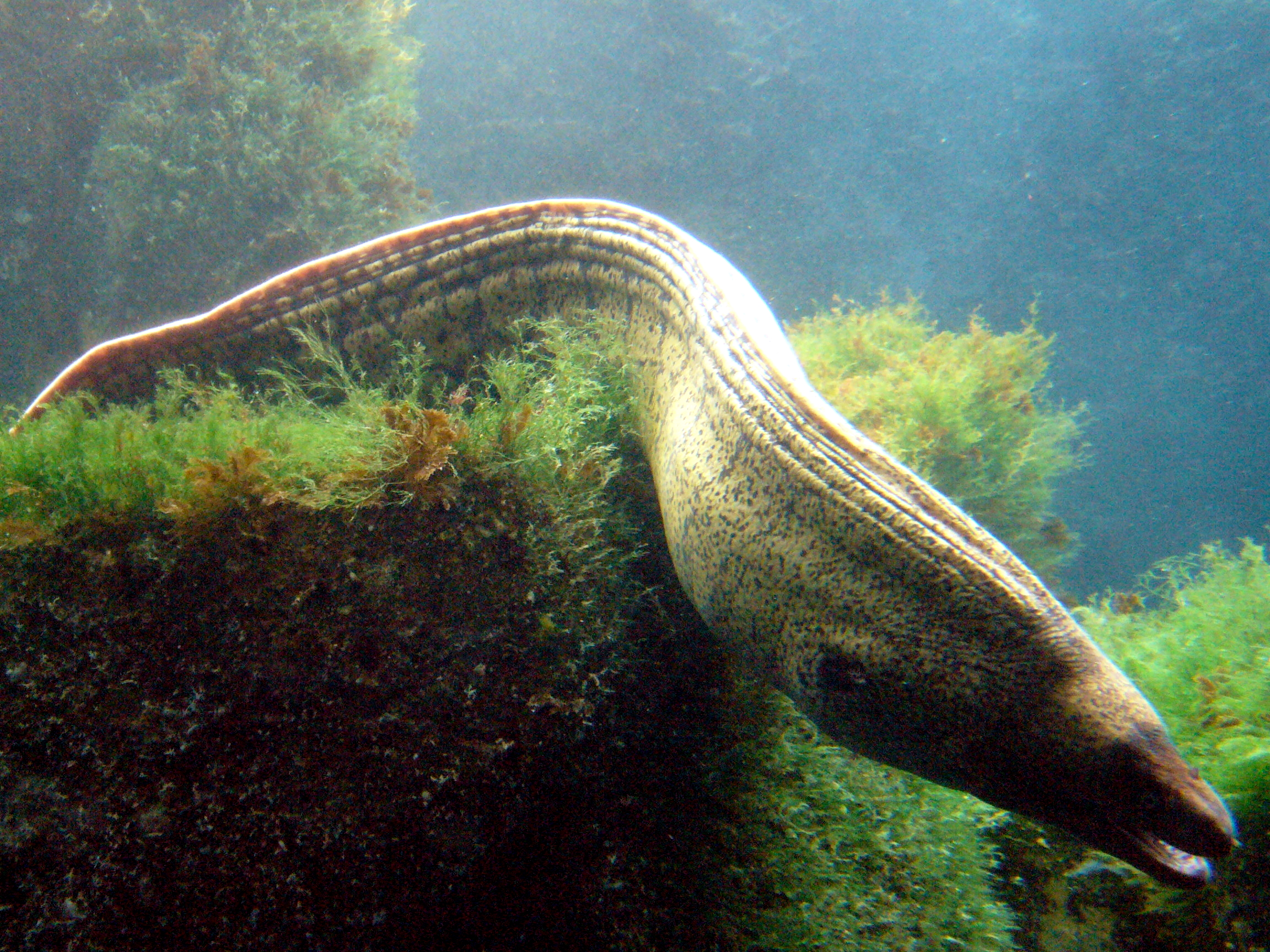
حنكليس
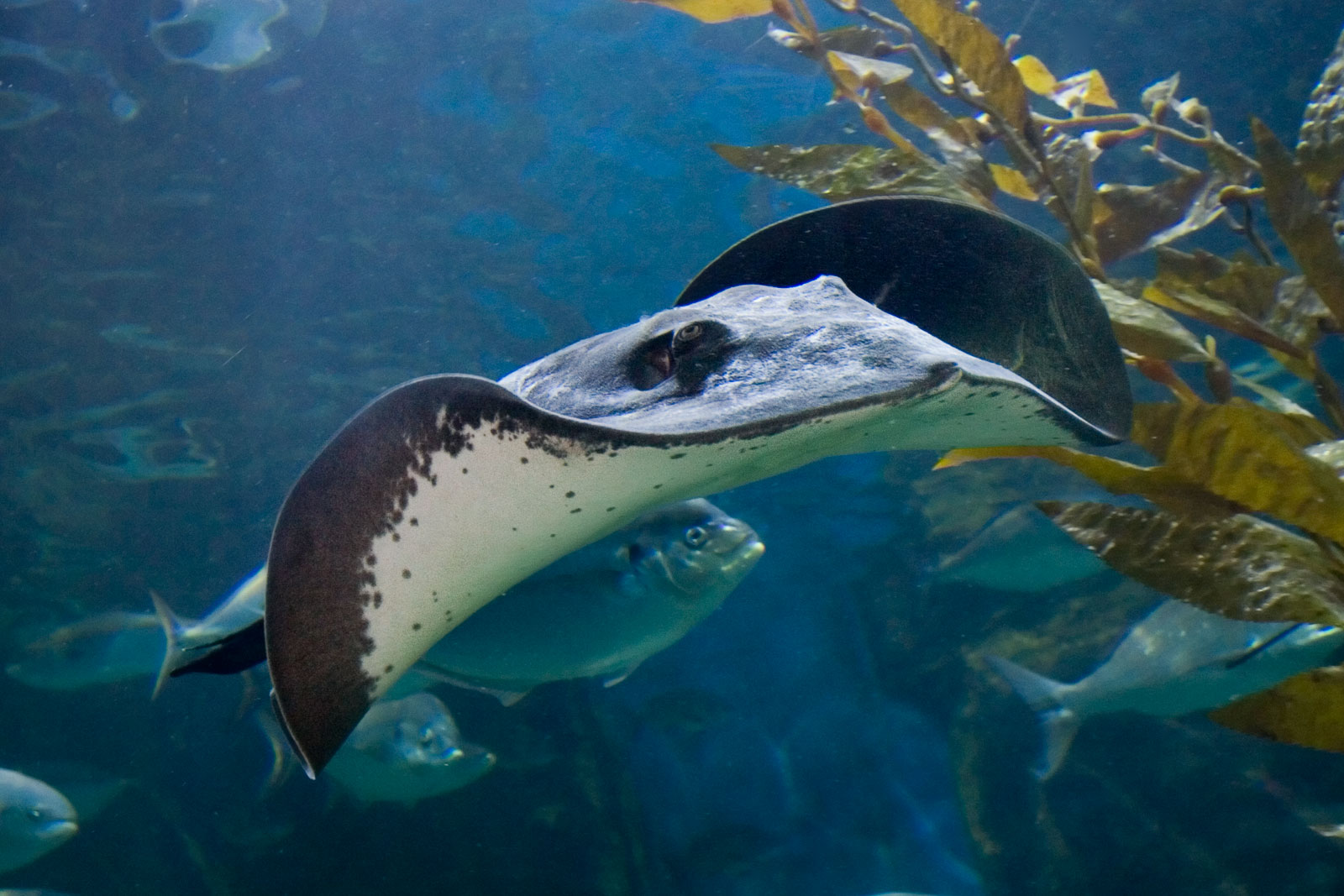
سمك الراي اللاسع
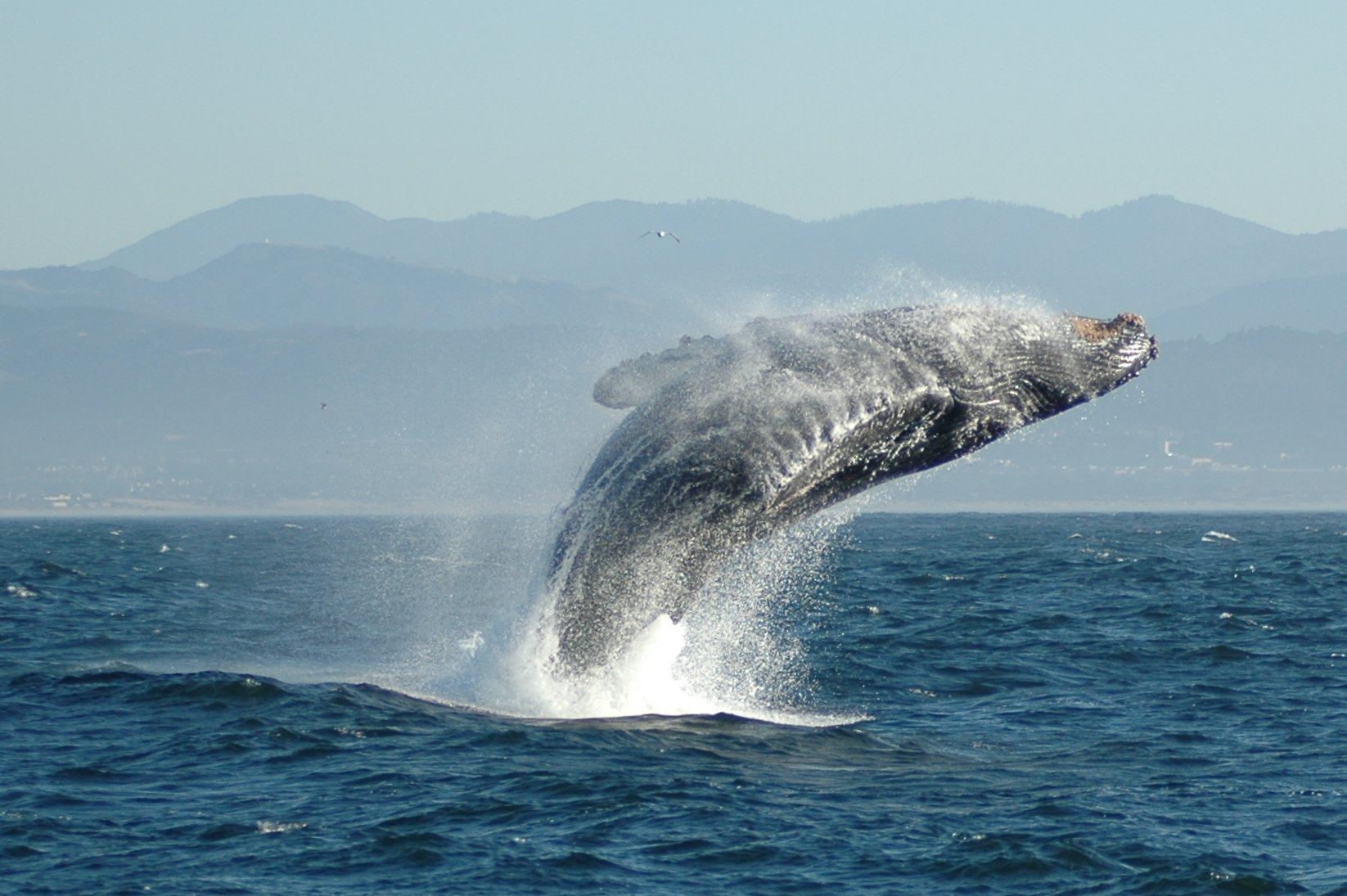
الحيتان تزور سواحل بورتسودان من وقت لآخر
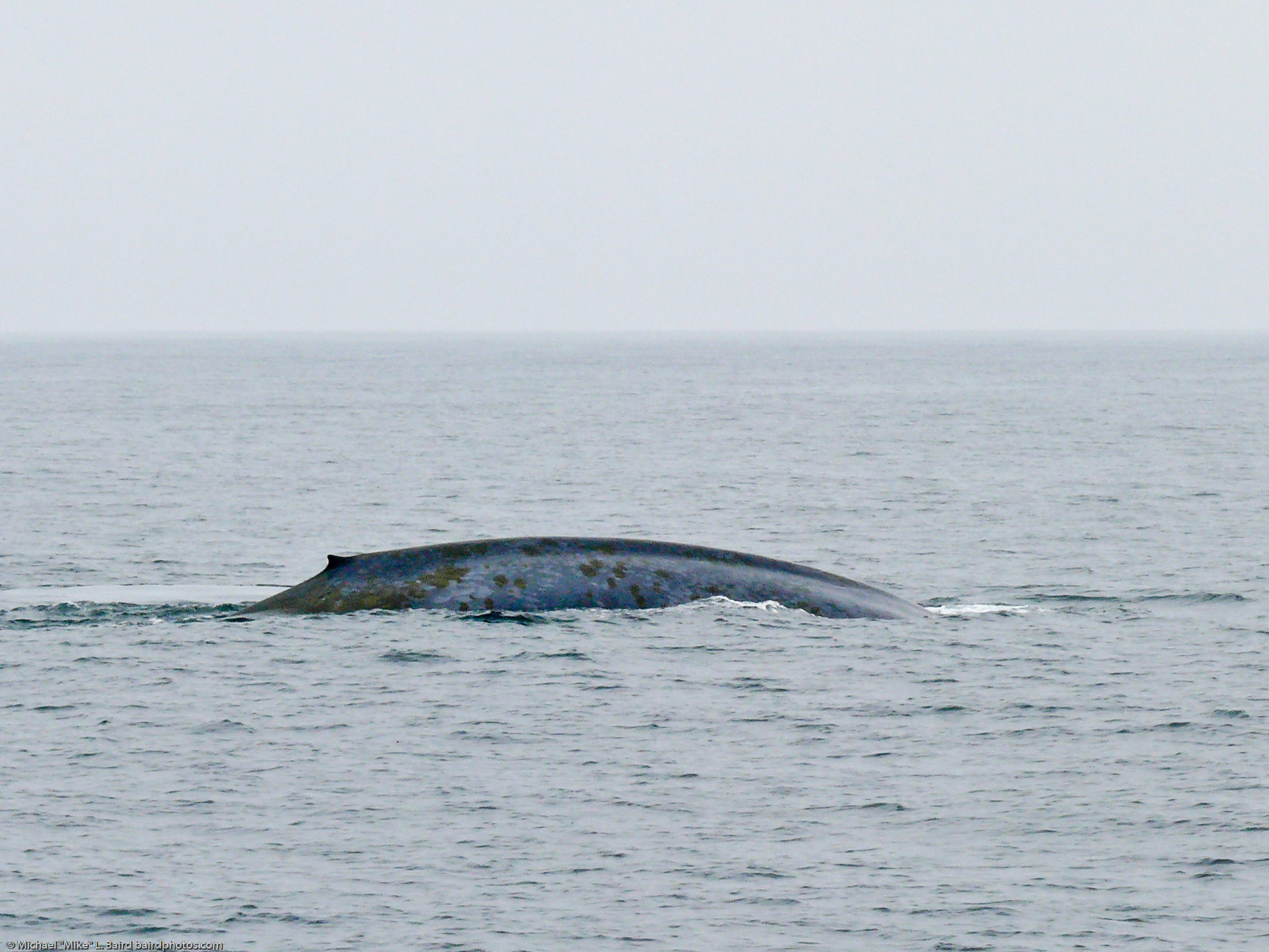
حوت أزرق
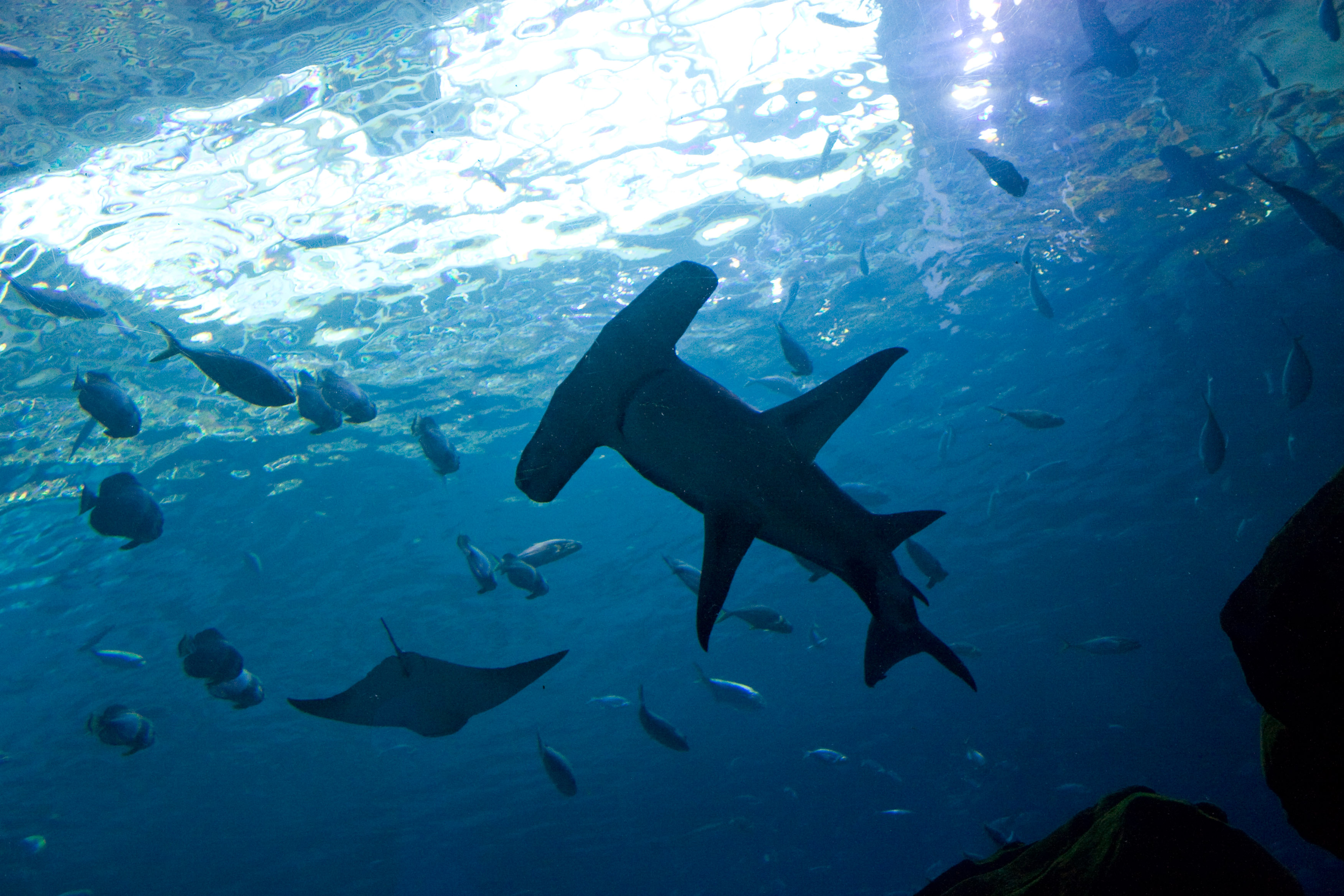
قرش أبو مطرقة العظيم
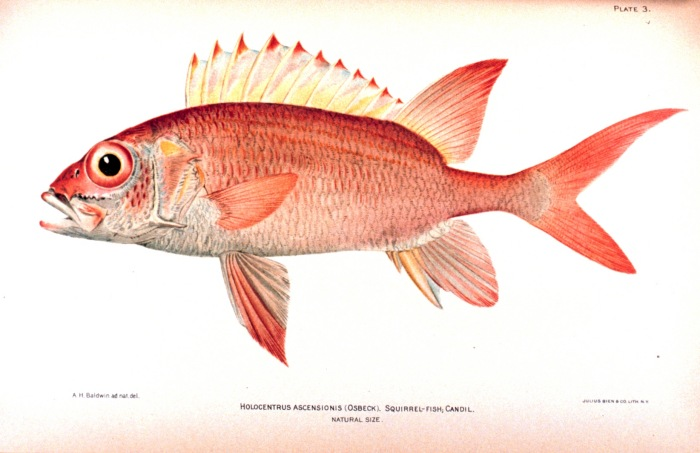
سمك سنجاب
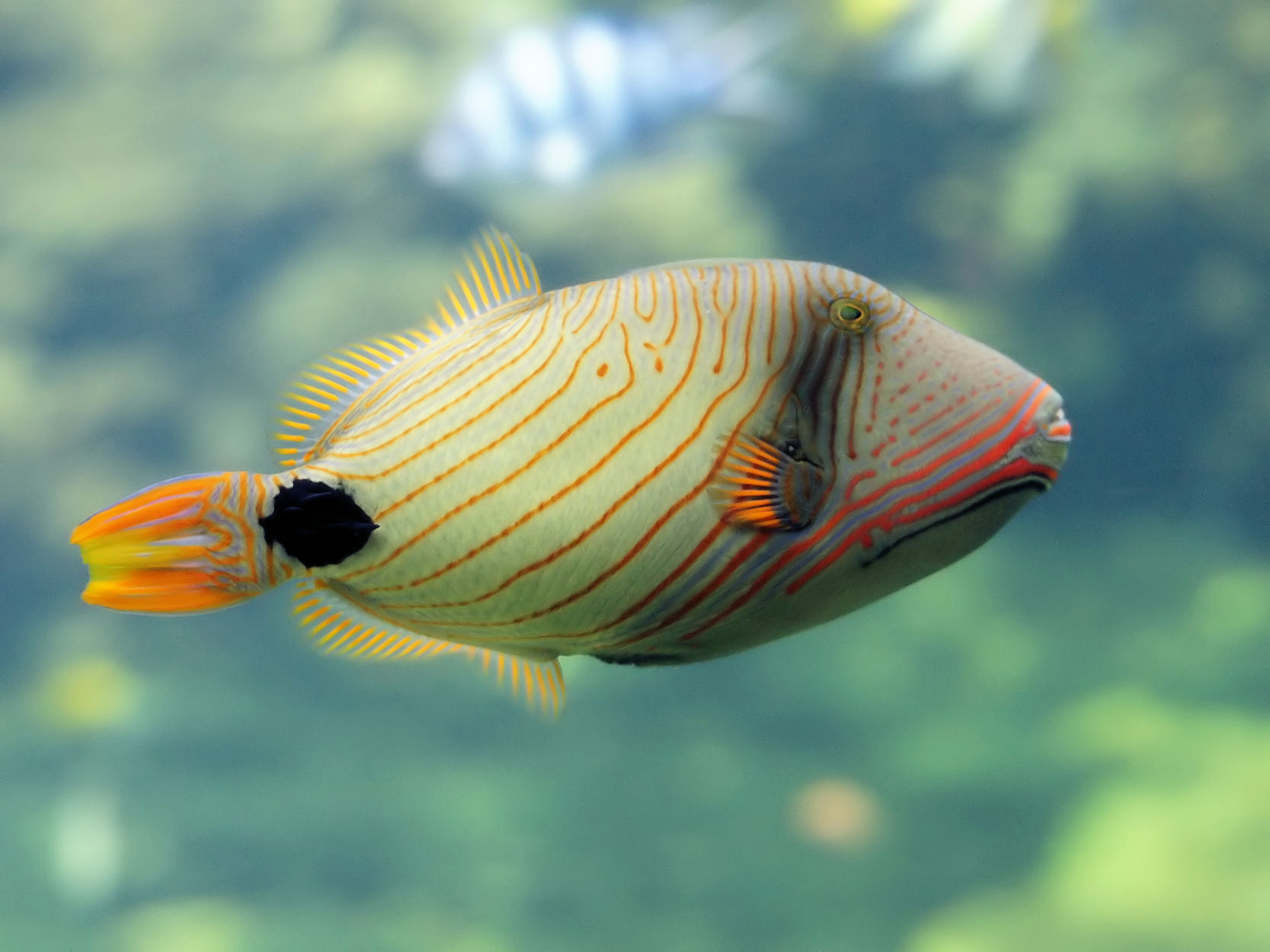
سمك الخطوط البرتقالية
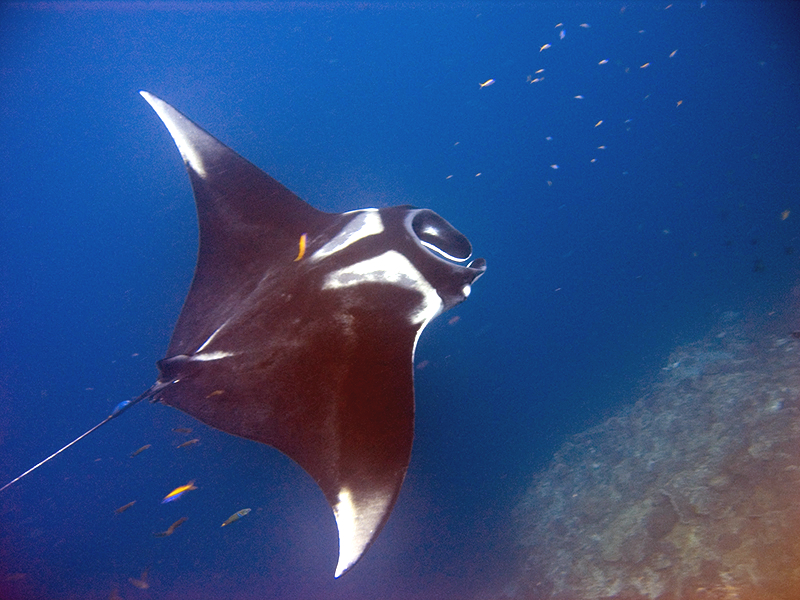
أسماك شيطان البحر
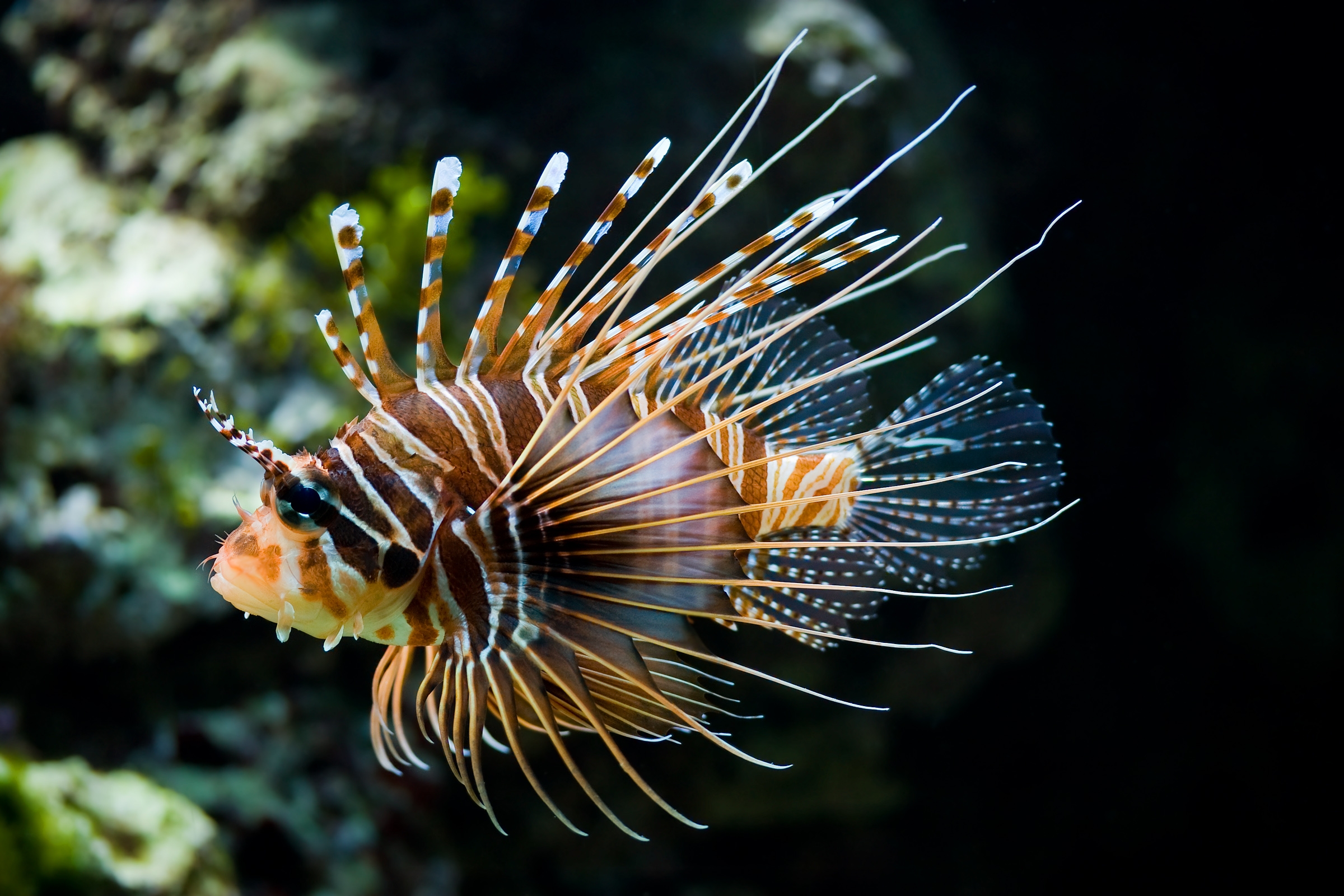
سمكة التنين
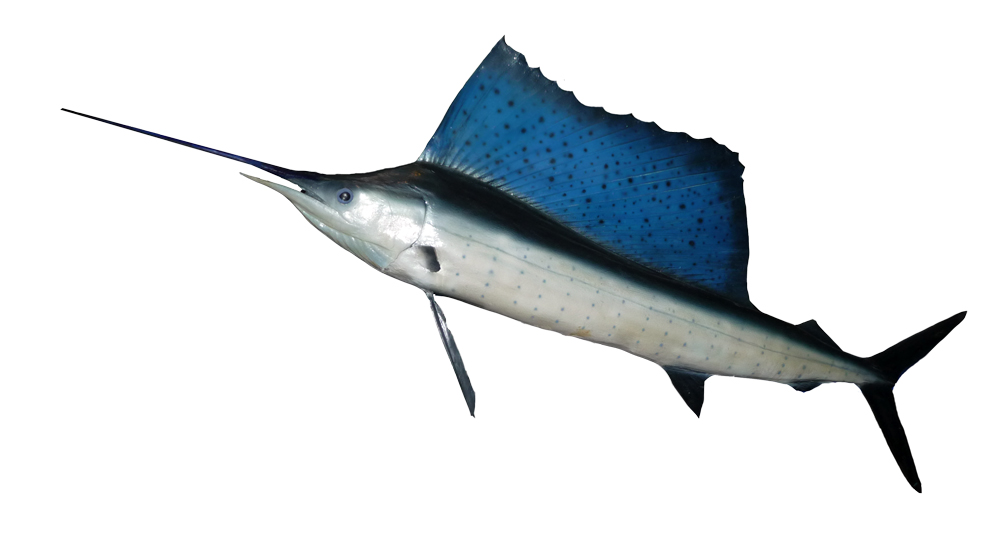
مرلين شراعي
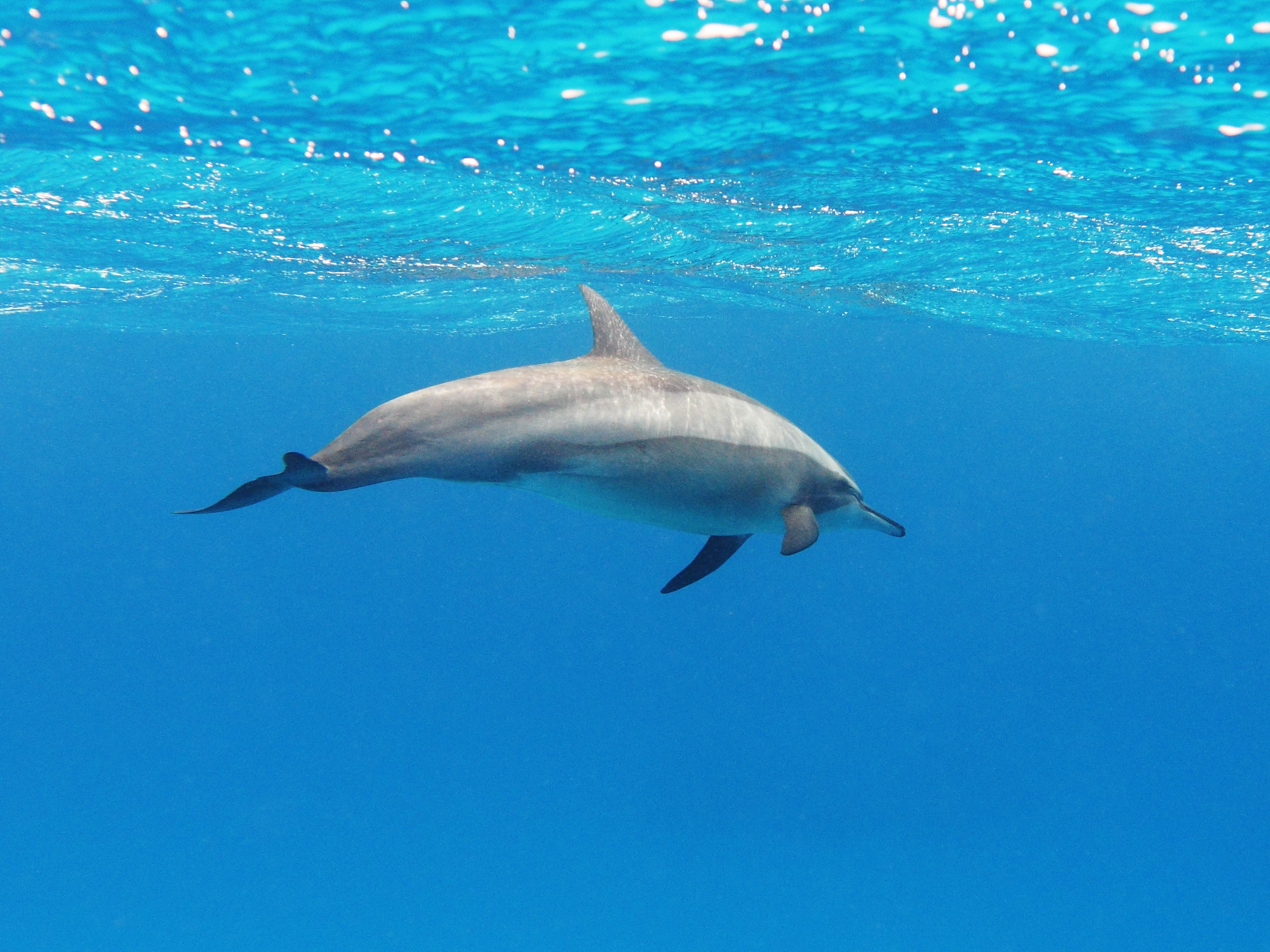
الدلفين الدوار